# Штрицель
Штри́цель (нем. Strietzel, или Striezel, штризель — диал. «батон» [сдобного хлеба]) — сладкий батон из сдобного дрожжевого теста с различными начинками. Распространён в австрийской и немецкой кухнях. От штрицеля происходит название рождественского базара Штрицельмаркт в Дрездене.
Различают два вида. В Баварии и Австрии штрицелем называют булку-плетёнку типа халы. Её обычно готовят в День всех святых. Силезский штрицель обычно пекут с маковой (см. рулет с маком), реже яблочной или миндальной начинкой на Рождество. Штрицель-рулет называют штруделем.